# KF Tirana
Sportklub/KF Tirana är en albansk fotbollsklubb från den albanska huvudstaden Tirana. Klubben grundades den 16 augusti 1920 under namnet Tirona Sports Association". 1927 bytte klubben namn till "Sportklub Tirana", och 1947 till "17 Nëntori Tirana", och från 1952 till 1956 till "Tirana", och fick 1991 till sist sitt nuvarande namn. Klubbens första internationella framträdande var i Europacupen 1965/66.

## Allmän information
SK Tirana betraktas som Albaniens bästa fotbollsklubb, efter att ha vunnit den albanska ligan 26 gånger (1930, 1931, 1932, 1934, 1936, 1937, 1964-65, 1965-66, 1967-68, 1969-70, 1981-82, 1984-85, 1987-88, 1988-89, 1994-95, 1995-96, 1996-97, 1998-99, 1999-00, 2002-03, 2003-04, 2004-05, 2006-07, 2008-09, 2019-20, 2021-22), den albanska cupen 14 gånger (1939, 1963, 1976, 1977, 1983, 1984, 1986, 1994, 1996, 1999, 2001, 2002, 2006, 2011). Klubben spelar på Selman Stërmasi stadium som tar 12 500 åskådare.
Tirana vann sin första titel under den första säsongen av den albanska högstaligan, som pågick från 6 april till 22 juni 1930.

## Placering tidigare säsonger
| Säsong  | Nivå | Liga                     | Placering | Referens |
| ------- | ---- | ------------------------ | --------- | -------- |
| 2017/18 | 2    | Kategoria e Parë (B gr.) | 1         | [ 1 ]    |
| 2018/19 | 1    | Kategoria Superiore      | 7         | [ 2 ]    |
| 2019/20 | 1    | Kategoria Superiore      | 1         | [ 3 ]    |
| 2020/21 | 1    | Kategoria Superiore      | 5         | [ 4 ]    |
| 2021/22 | 1    | Kategoria Superiore      | 1         | [ 5 ]    |
| 2022/23 | 1    | Kategoria Superiore      | 2         | [ 6 ]    |

## Nutid
Laget var med i UEFA-cupen säsongen 2006/07, där de blev utslagna i den andra kvalomgången av Kayserispor från Turkiet med 5-1 totalt. De hade tidigare vunnit mot NK Varteks, Kroatien, med 3-1 totalt i den första kvalomgången.